# European Film Awards 2001
La 14ª edizione della cerimonia di premiazione dei European Film Awards si è tenuta il 1º dicembre 2001 al Tempodrom di Berlino, Germania e presentata da Mel Smith.

## Vincitori e candidati
Vengono di seguito indicati in grassetto i vincitori.
Ove ricorrente e disponibile, viene indicato il titolo in lingua italiana e quello in lingua originale tra parentesi.
Miglior film
- Il favoloso mondo di Amélie (Le fabuleux destin d'Amélie Poulain), regia di Jean-Pierre Jeunet ( Francia)
- Il diario di Bridget Jones (Bridget Jones's Diary), regia di Sharon Maguire ( Regno Unito)
- The Experiment - Cercasi cavie umane (Das Experiment), regia di Oliver Hirschbiegel ( Germania)
- Intimacy - Nell'intimità (Intimacy), regia di Patrice Chéreau ( Francia)
- Italiano per principianti (Italiensk for begyndere), regia di Lone Scherfig ( Danimarca)
- The Others, regia di Alejandro Amenábar ( Spagna/ Francia/ Stati Uniti)
- La pianista (La pianiste), regia di Michael Haneke ( Francia/ Austria)
- La stanza del figlio, regia di Nanni Moretti ( Italia)

Miglior attore
- Ben Kingsley - Sexy Beast - L'ultimo colpo della bestia (Sexy Beast)
- Jesper Christensen - La panchina (Bænken)
- Michel Piccoli - Ritorno a casa (Je rentre à la maison)
- Michael Caine, Tom Courtenay, David Hemmings, Bob Hoskins e Ray Winstone - L'ultimo bicchiere (Last Orders)
- Branko Đurić - No Man's Land
- Stellan Skarsgård - A torto o a ragione (Taking Sides)

Miglior attrice
- Isabelle Huppert - La pianista (La pianiste)
- Audrey Tautou - Il favoloso mondo di Amélie (Le fabuleux destin d'Amélie Poulain)
- Charlotte Rampling - Sotto la sabbia (Sous le sable)
- Laura Morante - La stanza del figlio
- Stefania Sandrelli - L'ultimo bacio
- Ariane Ascaride - La ville est tranquille

Miglior regista
- Jean-Pierre Jeunet - Il favoloso mondo di Amélie (Le fabuleux destin d'Amélie Poulain)
- Éric Rohmer - La nobildonna e il duca (L'anglaise et le duc)
- Ermanno Olmi - Il mestiere delle armi
- Péter Gothár - Paszport
- François Ozon - Sotto la sabbia (Sous le sable)
- José Luis Garci - You'Re the One - Una Historia de Entonces (Una historia de entonces)

Miglior rivelazione
- Achero Mañas - El bola
- Esther Gronenborn - alaska.de
- Ulrich Seidl - Canicola (Hundstage)
- Josef Fares - Jalla! Jalla!
- Stavros Ioannou - Kleistoi dromoi
- Paweł Pawlikowski - Last Resort
- Jessica Hausner - Lovely Rita
- Aktan Abdykalykov - Maimil
- Małgorzata Szumowska - Szczesliwy czlowiek
- Gert de Graaff - De zee die denkt

Miglior sceneggiatura
- Danis Tanović - No Man's Land
- Achero Mañas - El bola
- Ettore Scola, Silvia Scola, Giacomo Scarpelli e Furio Scarpelli - Concorrenza sleale
- Laurent Cantet e Robin Campillo - A tempo pieno (L'emploi du temps)
- Michael Haneke - La pianista (La pianiste)
- Robert Guédiguian e Jean-Louis Milesi - La ville est tranquille

Miglior fotografia
- Bruno Delbonnel - Il favoloso mondo di Amélie (Le fabuleux destin d'Amélie Poulain)
- Éric Gautier - Intimacy - Nell'intimità (Intimacy)
- Rein Kotov - Karu süda
- Frank Griebe - La principessa e il guerriero (Der Krieger und die Kaiserin)
- Fabio Olmi - Il mestiere delle armi
- Tamás Babos - Paszport

Miglior documentario
- Black Box BRD, regia di Andres Veiel
- Casting, regia di Emmanuel Finkiel
- Elegia di un viaggio (Elegiya dorogi), regia di Aleksandr Sokurov
- Heftig og begeistret, regia di Knut Erik Jensen
- Joutilaat, regia di Susanna Helke e Virpi Suutari
- Super 8 Stories, regia di Emir Kusturica

Miglior cortometraggio
- Je t'aime John Wayne, regia di Toby MacDonald
- Better or Worse?, regia di Jocelyn Cammack
- Lo básico, regia di José García Hernández
- Copy Shop, regia di Virgil Widrich
- Corpo e Meio, regia di Sandro Aguilar
- Freunde, regia di Jan Krüger
- Kuppet, regia di Dennis Petersen e Frederik Meldal Nørgaard
- Meska sprawa, regia di Slawomir Fabicki
- Peau de vache, regia di Gérald Hustache-Mathieu
- Svitjod 2000+, regia di Mårten Nilsson e David Flamholc
- Å se en båt med seil, regia di Anja Breien

Miglior film internazionale
- Moulin Rouge!, regia di Baz Luhrmann ( Australia/ Stati Uniti)
- Baran, regia di Majid Majidi ( Iran)
- The Believer, regia di Henry Bean ( Stati Uniti)
- Lagaan - C'era una volta in India (Lagaan), regia di Ashutosh Gowariker ( India)
- Monsoon Wedding, regia di Mira Nair ( India)
- Millennium Mambo (Qian xi man po), regia di Hsiao-hsien Hou ( Taiwan)
- Viaggio a Kandahar (Safar e Ghandehar), regia di Mohsen Makhmalbaf ( Iran)
- Y tu mamá también, regia di Alfonso Cuarón ( Messico)

Premio FIPRESCI
- La ville est tranquille, regia di Robert Guédiguian ( Francia)

Premio del pubblico
Miglior attore
- Colin Firth - Il diario di Bridget Jones (Bridget Jones's Diary)
- Hugh Grant - Il diario di Bridget Jones (Bridget Jones's Diary)
- Jude Law - Il nemico alle porte (Enemy at the Gates)
- Moritz Bleibtreu - The Experiment - Cercasi cavie umane (Das Experiment)
- Mathieu Kassovitz - Il favoloso mondo di Amélie (Le fabuleux destin d'Amélie Poulain)
- Stefano Accorsi - Le fate ignoranti
- Mark Rylance - Intimacy - Nell'intimità (Intimacy)
- Benno Fürmann - La principessa e il guerriero (Der Krieger und die Kaiserin)
- Santiago Segura - Torrente 2: Misión en Marbella
- Benoît Magimel - La pianista (La pianiste)
- Vincent Cassel - I fiumi di porpora (Les rivières pourpres)
- Jean Reno - I fiumi di porpora (Les rivières pourpres)
- Ray Winstone - Sexy Beast - L'ultimo colpo della bestia (Sexy Beast)
- Nanni Moretti - La stanza del figlio
- Ondrej Vetchý - Dark Blue World (Tmavomodrý svet)

Miglior attrice
- Juliette Binoche - Chocolat
- Rosa Maria Sardà - Anita no perd el tren
- Penélope Cruz - Il mandolino del capitano Corelli (Captain Corelli's Mandolin)
- Lena Olin - Chocolat
- Carmen Maura - La comunidad - Intrigo all'ultimo piano (La comunidad)
- Rachel Weisz - Il nemico alle porte (Enemy at the Gates)
- Audrey Tautou - Il favoloso mondo di Amélie (Le fabuleux destin d'Amélie Poulain)
- Margherita Buy - Le fate ignoranti
- Heike Makatsch - Gripsholm
- Franka Potente - La principessa e il guerriero (Der Krieger und die Kaiserin)
- Monica Bellucci - Malèna
- Isabelle Huppert - La pianista (La pianiste)
- Charlotte Rampling - Sotto la sabbia (Sous le sable)
- Laura Morante - La stanza del figlio

Miglior regista
- Jean-Pierre Jeunet - Il favoloso mondo di Amélie (Le fabuleux destin d'Amélie Poulain)
- Sharon Maguire - Il diario di Bridget Jones (Bridget Jones's Diary)
- Lasse Hallström - Chocolat
- Álex de la Iglesia - La comunidad - Intrigo all'ultimo piano (La comunidad)
- Jean-Jacques Annaud - Il nemico alle porte (Enemy at the Gates)
- Oliver Hirschbiegel - The Experiment - Cercasi cavie umane (Das Experiment)
- Ridley Scott - Hannibal
- Patrice Chéreau - Intimacy - Nell'intimità (Intimacy)
- Lone Scherfig - Italiano per principianti (Italiensk for begyndere)
- Tom Tykwer - La principessa e il guerriero (Der Krieger und die Kaiserin)
- Giuseppe Tornatore - Malèna
- Santiago Segura - Torrente 2: Misión en Marbella
- Christophe Gans - Il patto dei lupi (Le pacte des loups)
- Michael Haneke - La pianista (La pianiste)
- Mathieu Kassovitz - I fiumi di porpora (Les rivières pourpres)
- Nanni Moretti - La stanza del figlio

Premio alla carriera
- Monty Python

Miglior contributo europeo al cinema mondiale
- Ewan McGregor  - Moulin Rouge!